# Consecuencialismo estatal
El consecuencialismo moísta, también conocido como consecuencialismo estatal, es una teoría ética consecuencialista que evalúa el valor moral de una acción basada en cómo contribuye a los bienes básicos de un estado, a través del orden social, la riqueza material y el crecimiento de la población. De acuerdo con la Stanford Encyclopedia of Philosophy, el consecuencialismo moísta, que se remonta al siglo V a. C., es la "forma más temprana de consecuencialismo del mundo, una versión notablemente sofisticada basada en una pluralidad de bienes intrínsecos tomados como constitutivos del bienestar humano". El término consecuencialismo estatal también se ha aplicado a la filosofía política del filósofo confuciano Xun Zi.

## Consecuencialismo
Es el negocio del hombre benevolente buscar promover lo que es beneficioso para el mundo y eliminar lo que es dañino, y proporcionar un modelo para el mundo.
Mozi, Mozi (siglo V a. C.) Parte I

A diferencia del utilitarismo, que considera al placer como un bien moral, "los bienes básicos en el pensamiento consecuencialista moísta son... el orden, la riqueza material y el aumento de la población". Durante la era de Mozi, la guerra y las hambrunas eran comunes, y el crecimiento de la población era visto como una necesidad moral para una sociedad armoniosa. En el consecuencialismo moísta, la "riqueza material" se refiere a las necesidades básicas como el refugio y la ropa, y el "orden" se refiere a la postura de Mozi contra la guerra y la violencia, que consideró inútil y una amenaza a la estabilidad social. El sinólogo David Shepherd Nivison de la Universidad Stanford, en The Cambridge History of Ancient China, escribe que los bienes morales del moísmo "están interrelacionados: más riqueza básica, más reproducción, más gente, más producción y riqueza... si la gente tiene abundancia, ellos serían buenos, filiales, amables, y así sucesivamente sin problemas". Los moístas creían que la moralidad se basaba en "promover el beneficio de todos bajo el cielo y eliminar el daño a todos bajo el cielo".
En contraste con las opiniones de Bentham, el consecuencialismo estatal no es utilitario porque no es hedonista o individualista. La importancia de los resultados que son buenos para la comunidad superan la importancia del placer y el dolor individuales.